# David Evans, Baron Evans of Watford
David Charles Evans, Baron Evans of Watford (* 30. November 1942) ist ein britischer Unternehmer, Wirtschaftsmanager und Politiker der Labour Party, der seit 1998 als Life Peer Mitglied des House of Lords ist.

## Leben
Nach der Schulausbildung absolvierte Evans eine Berufsausbildung zum Drucker und gründete 1971 sein eigenes Druckerei- und Verlagsunternehmen Centurion Press Group, dessen Vorstandsvorsitzender er bis 2002 blieb. Zugleich war er als Manager zahlreicher Unternehmen im Druckerei- und Verlagswesen sowie weiteren Branchen tätig und unter anderem Vorstandsvorsitzender von Senate Consulting Ltd, Partnership Sourcing Ltd, TU ink Ltd, Personnel Publications Ltd, Redactive Publishing Ltd, Indigo Publishing Ltd, Evans Mitchell Books sowie Mitglied des Aufsichtsrates von Care Capital plc sowie Vorstandsmitglied von KISS 100 FM.
Durch ein Letters Patent vom 28. Juli 1998 wurde Evans als Life Peer mit dem Titel Baron Evans of Watford, of Chipperfield in the County of Hertfordshire; in den Adelsstand erhoben. Kurz darauf erfolgte seine Einführung (Introduction) als Mitglied des House of Lords. Im Oberhaus gehört er der Fraktion der Labour Party an. Während seiner Mitgliedschaft im House of Lords war er zwischen 1999 und 2004 Verbindungsmitglied des Oberhauses zum Ministerium für Handel und Industrie.
Lord Evans, der auch Fellow des Chartered Institute of Marketing und Mitglied der Livery Company der Worshipful Company of Marketors ist, engagiert sich ferner als stellvertretender Vorsitzender des International Medical Education Trust, als Vorstandsmitglied des Hospitals des University College London, als Trustee des Royal Air Force Museum sowie als Ehrenmitglied der Krebsforschungsgesellschaft Cancer UK. Daneben ist er Direktor der Royal Air Force Trading Co sowie von Watford Community Events.